# Kindbergia oregana
Kindbergia oregana là một loài rêu trong họ Brachytheciaceae. Loài này được Sull. Ochyra mô tả khoa học đầu tiên năm 1982.